# Formosania
Genre
Formosania est un genre de poissons téléostéens d'eau douce ou saumâtre de la famille des Gastromyzontidae (ordre des Cypriniformes).

## Répartition
Les espèces du genre Formosania se rencontrent en Chine et à Taïwan.

## Liste des espèces
Selon World Register of Marine Species (17 décembre 2023) :
- Formosania chenyiyui (Zheng, 1991)
- Formosania davidi (Sauvage, 1878)
- Formosania fascicauda (Nichols, 1926)
- Formosania fasciolata (Wang, Fan & Chen, 2006)
- Formosania galericula (Zhang, 2011)
- Formosania lacustris (Steindachner, 1908)
- Formosania paucisquama (Zheng, 1981)
- Formosania stigmata (Nichols, 1926)
- Formosania tinkhami (Herre, 1934)

Auxquelles Maurice Kottelat ajoute :
- Formosania tengi (M. Watanabe, 1983)

## Classification
Le nom valide complet (avec auteur) de ce taxon est Formosania Oshima, 1919,. Lorsque Masamitsu Ōshima (1884-1965) crée le genre en 1919, il choisit pour espèce type Formosania gilberti qu'il décrit ; toutefois celle-ci sera ultérieurement considérée comme un synonyme de Formosania lacustris (Steindachner, 1908).
Formosania a pour synonyme :
- Formosiana (graphie incorrecte)

## Étymologie
Le nom générique, Formosania, fait référence à Formose, l'ancien nom de Taïwan, où se rencontre l'espèce Formosania gilberti (synonyme de Formosania lacustris).

## Publication originale
- (en) Masamitsu Oshima, « Contributions to the study of the fresh water fishes of the island of Formosa », Annals of the Carnegie Museum of Natural History, Pittsburgh, W.J. Holland, vol. 12, nos 2-4,‎ 1919, p. 169-328 (ISSN 0097-4463 et 1943-6300, OCLC 1261514, DOI 10.5962/P.34608, lire en ligne).